# Alice Hector
Alice Hector (* 30. Juli 1982) ist eine ehemalige britische Duathletin und Triathletin.

## Werdegang
Alice Hector begann im Alter von 19 Jahren mit dem Triathlon-Sport. Im Juni 2007 wurde sie in Belgien Dritte bei der Europameisterschaft auf der Langdistanz. 2013 wurde sie im September in London Triathlon-Weltmeisterin auf der Sprintdistanz in der Altersklasse 30–34.

### Staatsmeisterin Duathlon 2014
Seit 2014 startet sie wieder als Profi-Athletin, nachdem sie einige Jahre pausiert hatte und sie wurde schottische Duathlon-Staatsmeisterin.
Im Januar 2016 konnte die damals 33-Jährige in Israel ihren Sieg auf der Mitteldistanz von 2014 wiederholen und im 2016 wurde sie schottische Vizestaatsmeisterin Duathlon. Im September gewann sie den Ironman 70.3 Rügen.
Im April 2018 wurde sie Zweite bei der Erstaustragung der Challenge Roma. Bei der Europameisterschaft Duathlon Mitteldistanz in Dänemark wurde sie im Mai 2019 Dritte. Seit 2019 tritt Alice Hector nicht mehr international in Erscheinung.

## Sportliche Erfolge
| Datum/Jahr    | Rang | Wettbewerb                                             | Austragungsort | Zeit     | Bemerkung |
| ------------- | ---- | ------------------------------------------------------ | -------------- | -------- | --- |
| 28. Okt. 2018 | 3    | ETU Middle Distance Triathlon European Championships   | Ibiza          | 03:15:05 | Europameisterschaft auf der Halbdistanz                                                                                 |
| 15. Apr. 2018 | 2    | Challenge Roma                                         | Rom            | 03:51:19 | „Mitteldistanz“ (unklare Streckenangaben)                                                                               |
| 7. Mai 2017   | 4    | Challenge Lisboa                                       | Lissabon       | 04:19:21 | hinter der britischen Siegerin Lucy Charles                                                                             |
| 11. Sep. 2016 | 1    | Ironman 70.3 Rügen                                     | Binz           | 04:18:50 | |
| 18. Juni 2016 | 4    | Ironman 70.3 Luxemburg                                 | Remich         | 04:29:15 | Das Rennen musste witterungsbedingt als Duathlon ausgetragen werden (5 km Laufen, 90,1 km Radfahren und 21,1 km Laufen) |
| 1. Mai 2016   | 1    | Volcano Triathlon                                      | Lanzarote      |          | Siegerin auf der olympischen Distanz bei Spaniens ältester Triathlonveranstaltung                                       |
| 30. Jan. 2016 | 1    | Israman                                                | Eilat          | 05:14:59 | Siegerin auf der halben Ironman-Distanz in Israel                                                                       |
| 21. Juni 2014 | 3    | Ironman 70.3 Luxemburg                                 | Remich         |          | |
| 17. Jan. 2014 | 1    | Israman                                                | Eilat          |          | |
| 13. Sep. 2013 | 1    | ITU Sprint Distance Triathlon World Championship 30-34 | London         | 01:09:20 | Weltmeisterin in der Altersklasse 30-34                                                                                 |
| 2013          | 1    | Scottish Triathlon Championships                       | Schottland     |          | |
| 1. Sep. 2012  | 3    | Triathlon de Gérardmer                                 | Gérardmer      |          | |
| 2005          | 2    | Züri Triathlon                                         | Zürich         |          | Zweite hinter der Schweizerin Sarah Schütz                                                                              |

| Datum/Jahr    | Rang | Wettbewerb                                         | Austragungsort | Zeit     | Bemerkung |
| ------------- | ---- | -------------------------------------------------- | -------------- | -------- | --------- |
| 19. Juli 2015 | 3    | Ironman UK                                         | Bolton         | 09:31:58 |           |
| 24. Juni 2007 | 3    | ETU Long Distance Triathlon European Championships | Brasschaat     | 04:13:02 |           |

| Datum/Jahr    | Rang | Wettbewerb                                                 | Austragungsort | Zeit     | Bemerkung                                          |
| ------------- | ---- | ---------------------------------------------------------- | -------------- | -------- | -------------------------------------------------- |
| 11. Mai 2019  | 3    | ETU Powerman Long Distance Duathlon European Championships | Viborg         | 03:01:57 | Europameisterschaft Duathlon Mitteldistanz         |
| 27. März 2016 | 2    | Scottish Duathlon Championships                            | Stirling       | 02:12:35 | Vizestaatsmeisterin Duathlon hinter Nikki Bartlett |
| 2014          | 1    | Scottish Duathlon Championships                            | Schottland     |          |                                                    |

(DNF – Did Not Finish)